# Liste von Curling-Erfolgen Deutschlands
Diese Liste führt alle Platzierungen in den Medaillenrängen von deutschen Curlingteams bei Welt- und Europameisterschaften sowie bei Olympischen Spielen seit 1970 auf.

## Olympische Spiele

### Männer
Bisher keine Medaillen.

### Frauen
| Platzierung                             | Jahr                | Skip          |
| --------------------------------------- | ------------------- | ------------- |
| Gold                                    | 1992 (Albertville)* | Andrea Schöpp |
| *) Olympischer Demonstrationswettbewerb |                     |               |

## Weltmeisterschaften

### Männer
| Platzierung | Jahr | Skip                  |
| ----------- | ---- | --------------------- |
| Bronze      | 1972 | Manfred Räderer       |
| Bronze      | 1982 | Keith Wendorf         |
| Silber      | 1983 | Keith Wendorf         |
| Silber      | 1987 | Rodger Gustaf Schmidt |
| Bronze      | 1994 | Andreas Kapp          |

| Platzierung | Jahr | Skip            |
| ----------- | ---- | --------------- |
| Bronze      | 1996 | Andreas Kapp    |
| Silber      | 1997 | Andreas Kapp    |
| Silber      | 2004 | Sebastian Stock |
| Bronze      | 2005 | Andreas Kapp    |
| Silber      | 2007 | Andreas Kapp    |

### Frauen
| Platzierung | Jahr | Skip          |
| ----------- | ---- | ------------- |
| Bronze      | 1984 | Almut Hege    |
| Silber      | 1986 | Andrea Schöpp |
| Silber      | 1987 | Andrea Schöpp |
| Gold        | 1988 | Andrea Schöpp |

| Platzierung | Jahr | Skip           |
| ----------- | ---- | -------------- |
| Bronze      | 1989 | Andrea Schöpp  |
| Silber      | 1993 | Janet Strayer  |
| Bronze      | 1994 | Josefine Einsl |
| Gold        | 2010 | Andrea Schöpp  |

## Europameisterschaften

### Männer
| Platzierung | Jahr | Skip                  |
| ----------- | ---- | --------------------- |
| Bronze      | 1977 | Hans Jörg Herberg     |
| Silber      | 1982 | Keith Wendorf         |
| Gold        | 1985 | Rodger Gustaf Schmidt |
| Bronze      | 1989 | Keith Wendorf         |
| Gold        | 1991 | Roland Jentsch        |

| Platzierung | Jahr | Skip             |
| ----------- | ---- | ---------------- |
| Gold        | 1992 | Andreas Kapp     |
| Gold        | 1997 | Andreas Kapp     |
| Gold        | 2002 | Sebastian Stock  |
| Gold        | 2004 | Sebastian Stock  |
| Gold        | 2024 | Marc Muskatewitz |

### Frauen
| Platzierung | Jahr | Skip          |
| ----------- | ---- | ------------- |
| Bronze      | 1980 | Andrea Schöpp |
| Gold        | 1984 | Almut Hege    |
| Gold        | 1986 | Andrea Schöpp |
| Gold        | 1987 | Andrea Schöpp |
| Gold        | 1989 | Andrea Schöpp |

| Platzierung | Jahr | Skip          |
| ----------- | ---- | ------------- |
| Gold        | 1991 | Andrea Schöpp |
| Bronze      | 1992 | Andrea Schöpp |
| Silber      | 1994 | Andrea Schöpp |
| Gold        | 1995 | Andrea Schöpp |
| Bronze      | 1996 | Andrea Schöpp |

| Platzierung | Jahr | Skip            |
| ----------- | ---- | --------------- |
| Bronze      | 1997 | Andrea Schöpp   |
| Gold        | 1998 | Andrea Schöpp   |
| Gold        | 2009 | Andrea Schöpp   |
| Bronze      | 2018 | Daniela Jentsch |

## Mixed Europameisterschaft
| Platzierung | Jahr | Skip          |
| ----------- | ---- | ------------- |
| Bronze      | 2005 | Rainer Schöpp |
| Bronze      | 2007 | Rainer Schöpp |
| Gold        | 2008 | Rainer Schöpp |